# Tomm Moore
Tomm Moore (Newry, 7 gennaio 1977) è un regista, animatore e sceneggiatore irlandese.
È cofondatore di Cartoon Saloon insieme a Paul Young, uno studio di animazione e una società di produzione con sede a Kilkenny, Irlanda. I suoi tre lungometraggi, The Secret of Kells (2009), co-diretto con Nora Twomey, La canzone del mare (2014) e Wolfwalkers - Il popolo dei lupi (2020) hanno ricevuto il plauso della critica e sono stati candidati per l'Oscar al miglior film d'animazione.

## Biografia
Moore, il maggiore di quattro figli, è nato a Newry, nella contea di Down, Irlanda del Nord. In tenera età, la sua famiglia si è trasferita a Kilkenny, nella Repubblica d'Irlanda, dove suo padre lavorava come ingegnere. Durante i primi anni dell'adolescenza, si è unito ai Young Irish Film Makers a Kilkenny, dove ha sviluppato le sue conoscenze e la sua passione per il cinema e l'animazione. Dopo aver lasciato la scuola secondaria del St Kieran's College, ha studiato animazione classica al Ballyfermot College of Further Education di Dublino. 
Durante il suo ultimo anno a Ballyfermot nel 1998, Moore ha fondato lo studio di animazione Cartoon Saloon con Paul Young e Nora Twomey. Inizialmente hanno fondato lo studio insieme ai Young Irish Film Makers di Moore, ma lo studio ha presto superato le premesse. Lo studio ha creato la serie televisiva Skunk Fu!.
Il primo lungometraggio d'animazione di Moore, che ha co-diretto con Nora Twomey, è The Secret of Kells (2009), scritto da Fabrice Ziolkowski da un racconto di Moore e Aidan Harte. Si tratta di una coproduzione tra Cartoon Saloon, Les Armateurs, Vivi Film e France 2 Cinéma. Il film è un'animazione disegnata a mano, ambientata nell'Irlanda del IX secolo, parzialmente basata e ispirata alla storia e alla leggenda paleocristiana. È stato presentato in anteprima l'8 febbraio 2009 al Festival Internazionale del Cinema di Berlino. È uscito in Belgio e in Francia l'11 febbraio e nella Repubblica d'Irlanda il 3 marzo. Il 2 febbraio 2010 è stato annunciato che il film è stato candidato all'Oscar per il miglior film d'animazione.
Nel 2014, Moore ha completato il suo secondo lungometraggio, La canzone del mare (2014), che, come The Secret of Kells, è tradizionalmente animato e si basa sul folklore irlandese, in particolare sui selkies. Il film ha riscosso un grande successo di critica ed è stato candidato all'Oscar per il miglior lungometraggio d'animazione.
Sempre nel 2014, Moore ha co-diretto con Ross Stewart un segmento del film The Prophet prodotto da Salma Hayek, adattato dal libro di saggi di poesia in prosa di Kahlil Gibran, Il profeta. Entrambi i film di Moore del 2014 sono stati presentati in anteprima mondiale al Toronto International Film Festival 2014.
Nel dicembre 2020 è uscito in Italia Wolfwalkers - Il popolo dei lupi, co-diretto con Ross Stewart.

### Fumetti
Ha disegnato due graphic novel in lingua irlandese, An Sclábhaí ("Lo schiavo", 2001) e An Teachtaire ("Il messaggero", 2003), che raccontano la storia di San Patrizio. Entrambi sono stati scritti da Colmán Ó Raghallaigh e pubblicati in Irlanda da Cló Mhaigh Eo. Ha anche realizzato un romanzo grafico in due volumi, adattamento di The Secret of Kells, pubblicato in francese come Brendan et le secret de Kells.

## Vita privata
Moore è nipote del famoso cantautore Kieran Goss.

## Filmografia

### Regista
- The Secret of Kells (2009)
- La canzone del mare (Song of the Sea) (2014)
- The Prophet (2014) - segmento On Love
- Wolfwalkers - Il popolo dei lupi (Wolfwalkers) (2020)

### Produttore

#### Lungometraggi
- Il drago di mio padre, regia di Nora Twomey (2022)

#### Cortometraggi
- Eddie of the Realms Eternal (2015)

#### Serie televisive
- Puffin Rock – serie TV (2015-2016)

## Riconoscimenti
- Premio Oscar
  - 2010 – Candidatura per il Miglior film d'animazione per The Secret of Kells
  - 2015 – Candidatura per il Miglior film d'animazione per La canzone del mare
  - 2021 – Candidatura per il Miglior film d'animazione per Wolfwalkers - Il popolo dei lupi

- Annie Award
  - 2009 – Candidatura per il Miglior film d'animazione per The Secret of Kells
  - 2014 – Candidatura per il Miglior film d'animazione per La canzone del mare
  - 2014 – Candidatura per la Miglior regia in un film d'animazione per La canzone del mare
  - 2014 – Candidatura per il Miglior character design in un film d'animazione per La canzone del mare

- European Film Awards
  - 2009 – Candidatura per il Miglior film d'animazione per The Secret of Kells
  - 2015 – Miglior film d'animazione per La canzone del mare

- Premio César
  - 2015 – Candidatura per il Miglior film d'animazione per La canzone del mare